# 안데스저빌쥐
안데스저빌쥐(Eligmodontia puerulus)는 비단털쥐과에 속하는 설치류이다. 아르헨티나와 볼리비아, 칠레, 페루에서 발견된다.